# Tháng 10 năm 2005
Trang này liệt kê những sự kiện quan trọng vào tháng 10 năm 2005.

## Thứ năm, ngày13 tháng 10
- Kịch tác gia người Anh, Harold Pinter (1930 – ), được tặng giải Nobel văn chương năm nay.  Lưu trữ ngày 29 tháng 9 năm 2007 tại Wayback Machine

## Thứ hai, ngày24 tháng 10
- Rosa Parks, người phụ nữ da màu nổi tiếng, qua đời tại nhà riêng ở Detroit (bang Michigan), thọ 92 tuổi. Tháng 12 năm 1955, ở Montgomery, Alabama), bà đã từ chối nhường chỗ trên xe buýt cho một người da trắng, vì vậy bị bắt. Sự việc này khởi phát cuộc tranh đấu bất bạo động do mục sư Martin Luther King Jr. dẫn đầu. Cuộc tranh đấu đã dẫn đến Đạo luật Dân quyền 1964, bãi bỏ mọi hình thức phân biệt chủng tộc trên lãnh thổ Hoa Kỳ. Bà Rosa Parks đã được tặng Huy chương Tự do của Tổng thống (Hoa Kỳ).

## Thứ bảy, ngày29 tháng 10
- Ngày 29 tháng 10, có hàng vạn người dân Tp Hồ Chí Minh (Thành phố Hồ Chí Minh) đổ xô về nhà thờ Đức Bà, Thành phố Hồ Chí Minh để xem hiện tượng tượng Đức Mẹ trước quảng trường nhà thờ "chảy nước mắt" (một vệt trắng chảy dài từ trên khóe mắt xuống tới cằm). Đây được xem là một hiện tượng lạ, từ khi tượng được dựng cho đến nay chưa từng xảy ra. Tòa Tổng Giám mục Thành phố Hồ Chí Minh chưa đưa ra tuyên bố gì về hiện tượng này. Theo thông tin từ báo chí Việt Nam cho biết thì đây chỉ là hiện tượng bình thường của các pho tượng khi để lâu ngày ngoài trời trước mưa gió.
- Một loạt vụ nổ bom tại thủ đô Delhi của Ấn Độ làm thiệt mạng ít nhất 50 người.

## Những người chết
- 24 tháng 10: Rosa Parks, người mẹ của phong trào dân quyền